# 1078
1078. је била проста година.

## Догађаји
- Википедија:Непознат датум — Владавина арапске династије Абадида у Севиљи у данашњој Шпанији (од 1023. до 1091).
- 7. август – Битка код Мелрихштата

- 25. март — Немири у Цариграду. Цар Михаило, упркос молбама Алексија Комнина да пошаље стражу против побуњеника, положио је монашке завете.
- Византијски цар Нићифор III Ботанијат (око 1001 — око 1082).
- Женидба Ботанијата са царицом Маријом. Окупивши македонске и трачке трупе, Нићифор Вријеније Старији кренуо је против Ботанијата. Ботанијат је поставио Комнина за домаћег вођу западне схолије. Комнин са војском Римљана, Нормана и Турака кренуо је против Вријенијата. У тешкој бици код Каловарије у Тракији, Комнинова војска је постигла потпуну победу над Вријенијем. Вријеније је заробљен.
- Гувернер Драча, Нићифор Василак, са српским и бугарским трупама, окупирао је Солун и прогласио се царем. Алексије Комнин је кренуо против њега и победио лукавством. Василак је заробљен. Комнин је уздигнут у чин севастијана.
- Командант селџучког султана Мелик Шах I, Артук бег, освојио је државу Кармата.
- Кнез Олег Свјатославич први пут постаје черниговски кнез (само за ову годину), смењен од стране свог ујака, кнеза Всеволода Јарославича, из Владимирско-Волинске кнежевине, коју је Олег Свјатославич добио у јулу 1077. од кијевског кнеза Изјаслава Јарославича. Пошто није успео да реши питање власништва са својим ујаком, кнез Олег Свјатославич бежи у Тмутаракан, где је његов млађи брат, кнез Роман Свјатославич, наставио да влада.
- 25. август — савезничка војска одбачених кнежева Олега Свјатославича и кнеза Бориса Вјачеславича, у савезу са Половцима, поразила је руску војску Всеволода Јарославича, који је заузео његовог прадедовског Чернигова, у крвавој бици на реци Сожици.
- Октобар - Изјаслав Јарославич је сахрањен у Кијеву у цркви Свете Богородице Десетине.

## Смрти
- Изјаслав I Јарославич

- Нићифорица